# John Kosmina
Alexander John Kosmina (* 17. August 1956 in Adelaide) ist ein ehemaliger australischer Fußballspieler und bis Januar 2009 Trainer des australischen A-League-Vereins Sydney FC. Er wurde in die Hall of Fame der Football Federation Australia aufgenommen.

## Spielerlaufbahn
Seine Karriere begann Kosmina 1973 bei Polonia Adelaide, wo er bis 1976 spielte. Anschließend wechselte er zu West Adelaide und Adelaide City, bevor er im Februar 1978 einen Vertrag beim FC Arsenal in London unterschrieb. Nachdem er in einem Jahr nur auf einen einzigen Einsatz in der ersten Mannschaft gekommen war, kehrte er schon im Mai 1979 nach Australien zurück. Mit Stationen bei West Adelaide SC, Sydney City SC, Sydney Olympic, APIA Leichhardt und Sutherland Sharks wurde er zu einem der erfolgreichsten Torschützen der National Soccer League. Mit Sidney City konnte er 1981 und 1982 die Meisterschaft gewinnen, 1982 wurde er außerdem Torschützenkönig. Seine aktive Karriere beendete er 1989.

## Nach der aktiven Zeit
Nach seiner aktiven Zeit trainierte er zunächst die Manly-Warringah Dolphins, bevor er 1995 Trainer der Newcastle Breakers wurde. 1999 wechselte er schließlich zu den Brisbane Strikers, doch auch hier blieben wie schon bei den Breakers größere Erfolge aus.

### Adelaide United
2003 übernahm er schließlich die Mannschaft von Adelaide United und konnte dort in der Saison 2003/04 einen dritten Platz erreichen. Nach der Auflösung der National Soccer League führte er seinen Job in der neu gegründeten Hyundai A-League fort. United ging dort in der ersten Saison als beste Mannschaft aus der Regular Season hervor, kam aber in den Playoffs wieder nicht über einen dritten Platz hinaus. In der Saison 2005/2006 führte Kosmina United bis ins Finale, verlor aber dort mit 0:6 gegen Melbourne Victory. Nach dem Spiel lieferte er sich ein Handgemenge mit Kevin Muscat und wurde daraufhin für die kommende Saison für fünf Spiele auf die Tribüne verbannt. Kosmina, der im Anschluss an das Spiel die Leistung des Schiedsrichters bemängelte, wurde auf Grund der schwachen Leistung seines Teams scharf kritisiert und gab seinen Posten als Trainer schließlich auf. Mit diesem Schritt beendete er die Spekulationen um seine baldige Entlassung.
Für die Asienmeisterschaft 2007 holte ihn Cheftrainer Graham Arnold als seinen Assistenten.

### Sydney FC
Nach der Entlassung von Branko Čulina beim Sydney FC am 22. Oktober 2007 wurde Kosmina zwei Tage später als neuer Trainer vorgestellt. Er übernahm die Mannschaft auf dem sechsten Rang liegend und führte das Team noch auf den dritten Platz in der regulären Saison. In den Finals unterlag man aber bereits im Minor Semifinal Queensland Roar mit 0:2 in der Addition. Nach einer insgesamt enttäuschenden Saison 2008/2009 und einem 5. Platz, mit dem man die Finalspiele verpasste, wurde Kosmina am 30. Januar entlassen und zwei Tage später durch den Tschechen Vitezslav Lavicka ersetzt.

## Erfolge/Titel

### Spieler
Mit seinen Vereinen
- Australischer Meister: 1981, 1982
- Australischer Pokalsieger: 1986

Auszeichnungen
- Aufnahme in die Hall of Fame des australischen Verbandes: 1999
- Torschützenkönig der NSL: 1982 (23 Tore)
- NSL Papasavas Medal (Australischer U-21 Spieler des Jahres): 1977

### Trainer
- A-League-Meister der regulären Saison 2005/06